# Vicente de Lima
Vicente Lenílson (Vicente) de Lima (Currais Novos, 4 juni 1977) is een Braziliaanse sprinter, die is gespecialiseerd in de 100 m en de 200 m. Hij nam driemaal deel aan de Olympische Spelen en veroverde daarbij eenmaal een zilveren en eenmaal een bronzen medaille. Deze laatste medaille ontving hij echter pas jaren later. Aanvankelijk was de Braziliaanse ploeg op de 4 x 100 m estafette, met De Lima als een van de deelnemers, op de Spelen van 2008 namelijk vierde geworden. In 2017 werd dit resultaat echter alsnog opgewaardeerd naar een derde plaats en dus een bronzen medaille na de diskwalificatie van de Jamaicaanse ploeg als gevolg van een geconstateerde dopingovertreding van een van zijn teamleden.  

## Loopbaan
Zijn eerste successen behaalde De Lima in 2000. Hij werd Braziliaans kampioen op de 100 m en won ook de Ibero-Amerikaanse kampioenschappen op deze afstand. Op de Olympische Spelen van Sydney sneuvelde hij echter al in de voorrondes met een tijd van 10,31 s. Beter verging het hem op de 4 x 100 m estafette, waarop hij samen met Édson Ribeiro, André da Silva en Claudinei da Silva naar het zilver snelde in 37,90, een nationaal record. Het Braziliaanse viertal eindigde hierbij vlak achter het Amerikaanse team, dat in 37,61 olympisch kampioen werd.
Vier jaar later op de Spelen van Athene kwam Vicente de Lima op de 100 m ditmaal tot de halve finale. Op de 4 x 100 m estafette wist hij het kunststukje van de vorige Spelen niet te herhalen, al haalde de ploeg opnieuw de finale. Daarin kwamen De Lima, die als startloper fungeerde, en zijn teamgenoten Cláudio Souza, Édson Ribeiro en André da Silva niet verder dan een achtste en tevens laatste plaats.
Op de 60 m behaalde De Lima tweemaal de finale van een groot toernooi. De eerste maal was in 2006, toen hij zevende werd op het wereldindoorkampioenschappen in Moskou. Twee jaar later, op de WK indoor in Valencia, verbeterde hij zich één positie.
Later dat jaar bewees de Braziliaan op de Olympische Spelen in Peking, dat hij en zijn teamgenoten van de 4 x 100 m estafetteploeg op de Spelen thuishoorden. Want voor de vierde achtereenvolgende maal wist het Braziliaanse team, waarvan de laatste driemaal met Vincente de Lima in de gelederen, de olympische finale te halen. Ditmaal leidde dit voor De Lima, Sandro Viana, Bruno de Barros en José Carlos Moreira aanvankelijk tot een vierde plaats in 38,24, achter de estafetteteams van Jamaica, dat het wereldrecord verbeterde tot 37,10, Trinidad en Tobago, dat in 38,06 naar het zilver snelde en Japan, dat in 38,15 het brons veroverde. Jamaica werd in 2017 echter gediskwalificeerd, nadat bij hertests van bewaarde monsters Nesta Carter positief had getest op dopinggebruik. Waardoor De Lima en zijn teamgenoten, negen jaar na afloop van de Spelen, achter Trinidad en Tobago en Japan alsnog de bronzen medaille in de schoot geworpen kregen.

## Titels
- Ibero-Amerikaans kampioen 100 m - 2000, 2004, 2006
- Ibero-Amerikaans kampioen 4 x 100 m - 2000, 2002, 2004, 2008
- Zuid-Amerikaans kampioen 100 m - 2007
- Zuid-Amerikaans kampioen 4 x 100 m - 2001, 2005, 2006, 2007
- Pan-Amerikaans kampioen 4 x 100 m - 2003, 2007
- Braziliaans kampioen 100 m - 2000, 2002, 2004, 2005
- Braziliaans kampioen 200 m - 2002, 2005

## Persoonlijke records
Outdoor
| Onderdeel | Prestatie | Datum       | Plaats    |
| --------- | --------- | ----------- | --------- |
| 100 m     | 10,13 s   | 6 juni 2004 | São Paulo |
| 200 m     | 20,39 s   | 23 mei 2004 | Belém     |

Indoor
| Onderdeel | Prestatie | Datum            | Plaats  |
| --------- | --------- | ---------------- | ------- |
| 50 m      | 5,75 s    | 10 februari 2009 | Liévin  |
| 60 m      | 6,58 s    | 22 februari 2008 | Parijs  |
| 100 m     | 10,42 s   | 4 februari 2006  | Tampere |

## Palmares

### 60 m
- 2006: 7e WK indoor - 6,62 s
- 2008: 5e WK indoor - 6,60 s

### 100 m
- 2000: 5e in ¼ fin. OS - 10,28 s
- 2004: 8e in ½ fin. OS - 10,28 s (10,23 s in serie)
- 2007: 6e in ¼ fin. WK - 10,38 s (10,34 s in serie)
- 2008: 7e in ¼ fin. OS - 10,31 s (10,26 s in serie)

### 4 x 100 m
- 1997: 6e WK - 38,48 s
- 2000:  Ibero-Amerikaanse kamp. - 38,24 s
- 2000:  OS - 37,90 s
- 2001:  Zuid-Amerikaanse kamp. - 38,67 s
- 2002:  Ibero-Amerikaanse kamp. - 38,58 s
- 2003:  Pan-Amerikaanse Spelen - 38,44 s
- 2004:  Ibero-Amerikaanse kamp. - 38,62 s
- 2004: 8e OS - 38,67 s
- 2005:  Zuid-Amerikaanse kamp. - 39,17 s
- 2006:  Ibero-Amerikaanse kamp. - 40,52 s
- 2006:  Zuid-Amerikaanse kamp. - 39,03 s
- 2007:  Zuid-Amerikaanse kamp. - 38,77 s
- 2007:  Pan-Amerikaanse Spelen - 38,81 s
- 2007: 4e WK - 37,99 s
- 2008:  Ibero-Amerikaanse kamp. - 38,96 s
- 2008:  OS - 38,24 s (na DQ Jamaica)
- 2009: 7e WK - 38,56 s
- 2011:  Militaire Wereldspelen - 39,53 s